# (13588) 1993 TU38
A (13588) 1993 TU38 a Naprendszer kisbolygóövében található aszteroida. Eric Walter Elst fedezte fel 1993. október 9-én.